# Liste der Träger des Österreichischen Ehrenzeichens und der Österreichischen Ehrenkreuze für Wissenschaft und Kunst
Diese Liste umfasst Personen, denen das Österreichische Ehrenzeichen für Wissenschaft und Kunst oder eines der beiden Österreichischen Ehrenkreuze für Wissenschaft und Kunst oder sein Vorgänger, das (k.u.k.) Ehrenzeichen für Kunst und Wissenschaft, verliehen worden ist. Eine – unvollständige – Liste (Stand 2012) findet sich hier:
Die Sortierung erfolgt nach dem Verleihungsjahr (wenn bekannt) und innerhalb des Jahres nach dem Nachnamen.

## Ehrenzeichen für Kunst und Wissenschaft (1887–1918)
(Auswahl)
Am Tag der Schaffung des Ehrenzeichnis wurden unter anderen ausgezeichnet:
- Heinrich von Angeli, Wiener Maler (1887)
- Alfred von Arneth, Direktor des Haus-, Hof- und Staatsarchivs (1887)
- Gyula Benczúr, Ungarische Meisterschule für Malerei (1887)
- Joseph Hyrtl, Wiener Anatom (1887)
- Jan Matejko, polnischer Maler (1887)
- Franz von Miklosich, slowenischer Philologe (1887)
- Mihály von Munkácsy, ungarischer Maler (1887)
- Theodor von Sickel, Historiker (1887)

Unter später Ausgezeichneten waren:
- Johannes Brahms, Komponist (1896)
- Königin Elisabeth von Rumänien, Dichterin (1896), mit Brillanten
- Marie von Ebner-Eschenbach, Schriftstellerin (1899)
- Henryk Sienkiewicz, Schriftsteller (1900)[3]
- Heinrich Lammasch, Völkerrechtler, letzter k.k. Ministerpräsident (1912)

## Österreichisches Ehrenzeichen für Kunst und Wissenschaft (1935–1938)
- Heinrich Srbik, Historiker (1936)
- Paula Grogger, Schriftstellerin (1936)
- Karl Schönherr, Arzt und Schriftsteller (1937)
- Otto Tressler, Schauspieler (1937)
- Gerhart Hauptmann, Schriftsteller (1937)[4]
- Joseph Georg Oberkofler, Jurist, Erzähler und Lyriker (1938)
- Josef Friedrich Perkonig

## Österreichisches Ehrenzeichen für Wissenschaft und Kunst (seit 1955)
- Wolfgang Denk, Chirurg (1957)
- Franz Karl Ginzkey, Dichter und Schriftsteller (1957)
- Clemens Holzmeister, Architekt (1957)
- Rudolf Kassner, Schriftsteller und Kulturphilosoph (1957)
- Alfred Kubin, Grafiker und Schriftsteller (1957)
- Joseph Marx, Komponist und Musikpädagoge (1957)
- Richard Meister, Altphilologe und Pädagoge (1957)
- Erwin Schrödinger, Physiker (1957)
- Karl Federhofer, Bauingenieur (1958)
- Martin Gusinde, Anthropologe (1958)
- Ferdinand Kadecka, Rechts- und Staatswissenschaftler (1958)
- Theodor Litt, Philosoph (1958)
- Leopold Schönbauer, Chirurg (1958)
- Erich Tschermak-Seysenegg, Botaniker (1958)
- Lorenz Böhler, Chirurg (1959)
- Carl Jacob Burckhardt, Historiker und Essayist (1959)
- Carl Ferdinand Cori, Arzt und Physiologe (1959)
- Wilhelm Havers, Sprachwissenschaftler (1959)
- Victor Franz Hess, Physiker (1959)
- Josef Keil, Historiker (1959)
- Hans Lieb, Chemiker und Mediziner (1959)
- Otto Loewi, Pharmakologe (1959)
- Ernst Melan, Baustatiker (1959)
- Max Mell, Schriftsteller (1959)
- Hugo Rahner, Theologe (1959)
- Theodor Rittler, Rechts- und Staatswissenschaftler (1959)
- Bruno Sander, Geologe (1959)
- Alfred Verdross, Diplomat und Schriftsteller (1959)
- Thornton Wilder, Schriftsteller (1959)
- David Wirth, Veterinärmediziner (1959)
- Karl von Frisch, Zoologe (1960)
- Karl Ginhart, Kunsthistoriker (1960)
- Fritz Feigl, Chemiker (1961)
- Ludwig Flamm, Physiker (1961)
- Georg Hohmann, Chirurg (1961)
- Herbert von Karajan, Dirigent (1961)
- Hans Kelsen, Jurist (1961)
- Richard Kuhn, Chemiker (1961)
- Rudolf Laun, Völkerrechtler (1961)
- Felix Machatschki, Mineraloge (1961)
- Ivan Meštrović, Bildhauer (1961)
- Leo Santifaller, Historiker und Diplomatiker (1961)
- Bruno Walter, Dirigent (1961)
- Felix Weihs de Weldon, Bildhauer (1961)
- Herbert Lamprecht, Biologe (1962)
- Ludwig von Mises, Wirtschaftswissenschaftler (1962)
- Bernhard Paumgartner, Dirigent und Komponist (1962)
- Edmund Hlawka, Mathematiker (1963)
- Hans Knappertsbusch, Dirigent (1963)
- Otto Strasser, Musiker (1963)
- Herbert Boeckl, Maler (1964)
- Adolf Butenandt, Biochemiker (1964)
- Hermine Cloeter, Schriftstellerin (1964)
- Otto Kratky, Chemiker (1964)
- Josef Laurenz Kunz, Jurist (1964)
- Albin Lesky, Altphilologe (1964)
- Konrad Lorenz, Verhaltensforscher (1964)
- Josef Mattauch, Physiker (1964)
- Wacław Olszak, Mechanik (1964)
- Percy Ernst Schramm, Historiker (1964)
- Franz Theodor Csokor, Dramatiker (1965)
- Erich Schmid, Physiker (1965)
- Felix Braun, Dichter und Dramatiker (1966)
- Johann Nepomuk David, Komponist (1966)
- Ludwig von Ficker, Schriftsteller und Verleger (1966)
- Hermann F. Mark, Chemiker (1966)
- Albert Paris Gütersloh, Maler und Schriftsteller (1967)
- Lise Meitner, Kernphysikerin (1967)
- Max Ferdinand Perutz, Chemiker (1967)
- Karl Heinrich Waggerl, Schriftsteller (1967)
- Alexander Lernet-Holenia, Dramatiker und Lyriker (1968)
- Johannes Messner, Theologe (1968)
- Carl Zuckmayer, Schriftsteller (1968)
- Franz Nabl, Schriftsteller (1969)
- Alfred Wickenburg, Maler und Graphiker (1969)
- Karl Böhm, Dirigent (1970)
- Erich Schenk, Musikwissenschaftler (1970)
- Robert Stolz, Komponist und Dirigent (1970)
- Herbert Trenkler, Montanwissenschaftler (1970)
- Carl Friedrich von Weizsäcker, Physiker (1970)
- Carl Julius Haidvogel, Schriftsteller (1971)
- Rudolf Henz, Schriftsteller (1971)
- Max Kaser, Jurist (1971)
- Victor-Lucien Tapié, Historiker (1971)
- Egon Wellesz, Komponist und Musikforscher (1971)
- Fritz Wotruba, Architekt und Künstler (1971)
- Tassilo Antoine, Gynäkologe (1972)
- Elias Canetti, Schriftsteller (1972)
- Otto Jungmair, Schriftsteller, Sprachforscher, Mundartdichter (1972)
- Otto Neugebauer, Mathematiker (1972)
- Wolfgang Schadewaldt, Literaturwissenschaftler (1972)
- Fritz Schachermeyr, Althistoriker (1972)
- Hans H. Weber, Mediziner (1972)
- Jerzy Kuryłowicz, Sprachwissenschaftler (1973)
- Feodor Lynen, Biochemiker (1973)
- Heinz Maier-Leibnitz, Physiker (1973)
- Leopold Vietoris, Mathematiker (1973)
- Alvar Aalto, Architekt (1974)
- Boris Blacher, Komponist (1974)
- Albert Defant, Meteorologe (1974)
- Gottfried von Einem, Komponist (1974)
- Friedrich August von Hayek, Ökonom (1974)
- Giacomo Manzù, Bildhauer (1974)
- Carl Orff, Komponist (1974)
- Dmitri Dmitrijewitsch Schostakowitsch, Komponist (1974)
- Hans Swarowsky, Dirigent (1974)
- Andreas Alföldi, Althistoriker (1975)
- Otto Demus, Kunsthistoriker (1975)
- Ernst Hadorn, Genetiker (1975)
- Ernst Krenek, Komponist (1975)
- Helmut Leherb, Künstler (1975)
- Kurt Mothes, Botaniker (1975)
- Ilse Pompe-Niederführ, österr. Bildhauerin (1975)
- Bruno Snell, Philologe (1975)
- Emil Staiger, Theologe (1975)
- Hans Tuppy, Biochemiker (1975)
- Leonard Bernstein, Komponist und Dirigent (1976)
- Géza von Cziffra, Filmregisseur und Drehbuchautor (1976)
- Manfred Eigen, Chemiker (1976)
- Siegfried Freiberg, Schriftsteller (1976)
- Karl Plattner, Maler (1976)
- Friedrich Torberg, Schriftsteller und Übersetzer (1976)
- Friedrich Kainz, Sprachphilosoph (1977)
- Ernst Schönwiese, Schriftsteller (1977)
- Kurt Bittel, Prähistoriker (1978)
- Henry Moore, Bildhauer und Zeichner (1978)
- Hans Nowotny, Chemiker (1978)
- Roland Rainer, Architekt (1979)
- Max Weiler, Künstler (1979)
- Otto Stefferl, Grafiker und Briefmarkenkünstler (1979)
- Helmut Zahn, Chemiker (1979)
- George Balanchine, Choreograph (1980)
- Christine Busta, Lyrikerin (1980)
- Friedrich Heer, Schriftsteller (1980)
- Fritz Hochwälder, Schriftsteller (1980)
- Nathan Milstein, Violinist (1980)
- Karl Popper, Philosoph und Wissenschaftstheoretiker (1980)
- Marcel Rubin, Komponist (1980)
- Alfred Uhl, Komponist (1980)
- Werner Berg, Maler (1981)
- Viktor Frankl, Neurologe und Psychiater (1981)
- Gertrud Fussenegger, Schriftstellerin (1981)
- Hans Gál, Komponist (1981)
- Herbert Hunger, Byzantinist (1981)
- Hans List, Motorentwickler (1981)
- Jacqueline de Romilly, Philologin (1981)
- Victor Weisskopf, Physiker (1981)
- Pierre Boulez, Komponist und Dirigent (1983)
- Friedrich Heppner, Neurochirurg (1983)
- Dorothy Crowfoot Hodgkin, Biochemikerin (1983)
- Willibald Jentschke, Physiker (1983)
- Anselm Franz, Luftfahrtpionier (1984)
- Ernst Gombrich, Kunsthistoriker (1984)
- Joannis Avramidis, Bildhauer und Maler (1985)
- Erika Mitterer, Schriftstellerin (1985)
- Otto Pächt, Kunsthistoriker (1985)
- Manfred Mayrhofer, Sprachwissenschaftler (1986)
- Friederike Mayröcker, Schriftstellerin (1987)
- György Ligeti, Komponist (1987)
- Heinrich Appelt, Historiker und Diplomatiker (1989)
- Heinrich Fichtenau, Historiker und Diplomatiker (1989)
- Albert Drach, Schriftsteller (1990)
- Aldo van Eyck, Architekt (1990)
- Karl Heinz Füssl, Komponist (1990)
- Hans Hollein, Architekt (1990)
- Ernst Jandl, Schriftsteller (1990)
- Ernst Kitzinger, Kunsthistoriker (1990)
- Gerhart B. Ladner, Historiker (1990)
- Hans Mayer, Schriftsteller (1990)
- Josef Mikl, Maler (1990)
- H. C. Artmann, Schriftsteller (1991)
- John Chadwick, Philologe und Kryptologe (1992)
- Franz Hubmann, Bildjournalist und Buchautor (1992)
- Walter Jens, Schriftsteller (1992)
- Krzysztof Penderecki, Komponist und Dirigent (1992)
- Margarete Schütte-Lihotzky, Architektin (1992)
- Peter Schuster, Chemiker (1992)
- Walter Thirring, Physiker (1992)
- Albert Eschenmoser, Chemiker (1993)
- Eduard Goldstücker, Schriftsteller (1993)
- Carlos Kleiber, Dirigent (1993)
- Albrecht Schöne, Philologe (1993)
- Günther Wilke, Chemiker (1993)
- Erwin Chargaff, Chemiker und Essayist (1994)
- Horst Hajek, Klarinettist und Hochschullehrer (1994)
- Theo Mayer-Maly, Rechtshistoriker (1994)
- Alfred Schnittke, Komponist (1995)
- Siegfried J. Bauer, Meteorologe und Geophysiker (1996)
- Bruno Gironcoli, Bildhauer (1996)
- Claude Simon, Schriftsteller (1996)
- Horst Stein, Dirigent (1996)
- Hermann Bondi, Physiker (1997)
- Albrecht Dihle, Altphilologe (1997)
- Hans Hass, Naturwissenschaftler (1997)
- Vassos Karageorghis, Archäologe (1997)
- Peter Noever, Designer (1997)
- Kurt Schwertsik, Komponist (1997)
- George Tabori, Regisseur und Autor (1997)
- Robert Walter, Jurist (1997)
- Herbert Willi, Komponist (1997)
- Helmut Denk, Pathologe (1998)
- György Kurtág, Komponist (1998)
- Carl Pruscha, Architekt (1998)
- Karl Acham, Soziologe (1999)
- Walter Kohn, Physiker (1999)
- Elisabeth Lichtenberger, Naturwissenschaftlerin (1999)
- Claus-Christian Schuster, Pianist (1999)
- Gerardo Broggini, Jurist (2000)
- Markus Prachensky, Maler und Grafiker (2000)
- Herwig Wolfram, Historiker (2000)
- Anton Zeilinger, Physiker (2001)
- Eugen Biser, Religionsphilosoph (2002)
- Horst Dreier, Rechtsphilosoph (2002)
- Fritz Riedl, Künstler (2002)
- Elliott Lieb, Physiker und Mathematiker (2002)
- Hermann Fillitz, Historiker (2003)
- Wolfgang M. Schmidt, Mathematiker (2003)
- Klaus Wolff, Mediziner (2004)
- Georg Baselitz, Maler, Graphiker und Bildhauer (2005)
- Louise Bourgeois, Bildhauerin (2005)
- Friedrich Cerha, Komponist und Dirigent (2005)
- Charles Correa, Architekt (2005)
- Valie Export, Multimediakünstlerin (2005)
- Bruno Ganz, Schauspieler (2005)
- Zaha Hadid, Architektin (2005)
- Václav Havel, Schriftsteller und Präsident der Tschechischen Republik (2005)
- Eric Kandel, Mediziner (2005)
- Anselm Kiefer, Maler und Bildhauer (2005)
- Peter Kubelka, Filmemacher (2005)
- Maria Lassnig, Malerin (2005)
- Oscar Niemeyer, Architekt (2005)
- Peter Palese, Mikrobiologe (2005)
- Karl Prantl, Bildhauer (2005)
- Eduard Sekler, Architekt (2005)
- Peter Sloterdijk, Philosoph und Schriftsteller (2005)
- Pierre Soulages, Maler (2005)
- Christian Meier, Historiker (2006)
- Stephen Toulmin, Philosoph (2006)
- Michael Mitterauer, Wirtschafts- und Sozialhistoriker (2007)
- Heinrich J. Pölzl, Maler (2007)
- Marina Abramović,  Performance-Künstlerin (2008)
- Nobuyoshi Araki, Autor und Filmemacher (2008)
- Nikolaus Harnoncourt, Dirigent und Musikschriftsteller (2008)
- Jonas Mekas, Filmemacher (2008)
- Helmut Lang, Modedesigner (2009)
- Wolf D. Prix, Architekt (2009)
- Gottfried Schatz, Biochemiker (2009)
- Christiane Nüsslein-Volhard, Biologin (2009)
- Klaus von Klitzing, Physiker (2009)
- Oleh Hornykiewicz, Pharmakologe (2010)
- Elfie Semotan, Fotografin (2011)
- Franz West, Bildender Künstler (2011)
- Ernst Fehr, Ökonom (2012)
- Ian Hacking, Philosoph (2012)
- Rebecca Horn, Bildhauerin, Filmemacherin, Aktionskünstlerin (2012)
- Martha Jungwirth, Malerin (2012)
- Claudio Magris, Germanist (2012)
- Michael Haneke, Filmregisseur und Drehbuchautor (2013)
- Gerhard Rühm, Schriftsteller, Komponist und bildender Künstler (2013)
- Barbara Hohn, Molekularbiologin (2013)
- Bruno Buchberger, Mathematiker (2014)
- Abbas Kiarostami, Regisseur (2014)
- Arvo Pärt, Komponist (2015)
- Helmut Rauch, Kernphysiker (2015)
- Oswald Oberhuber, Maler, Bildhauer, Grafiker (2016)
- Eric Owen Moss, Architekt (2016)
- Steve Reich, Komponist (2016)
- Martin Karplus, Chemiker (2016)
- Manfred Burgstaller, Rechtswissenschaftler (2016)
- Michel Houellebecq, Schriftsteller (2017)
- Emmanuelle Charpentier, Molekularbiologin (2018)
- Helga Leitner, Geografin (2018)
- Lorraine Daston, Wissenschaftshistorikerin (2019)[5]
- Franz Koglmann, Jazzmusiker und Komponist (2019)
- Eva Schlegel, Künstlerin (2019)
- Thom Mayne, Architekt (2019)
- Kiki Smith, Künstlerin (2019)
- Patti Smith, Lyrikerin, Punk- und Rockmusikerin, Singer-Songwriterin, Fotografin und Malerin (2019)[5]
- Olga Neuwirth, Komponistin (2019)[6]

## Ehrenkreuz für Wissenschaft und Kunst I. Klasse (seit 1955)
- Jean de Bourgoing, Schriftsteller (1956)
- O. W. Fischer, Schauspieler (1960)
- Andreas Posch, Theologe und Historiker (1960)
- Gustav Stratil-Sauer, Geograph (1960)
- Günther Baszel, Maler und Bildhauer (1961)
- Marco Frank, Bratschist, Komponist und Musikpädagoge (1961)
- Hans Ledwinka, Fahrzeugkonstrukteur (1961)
- Ernst Lothar, Schriftsteller und Regisseur (1961)
- Anton Werkgartner, Rechtsmediziner (1962)
- Stefan Greif, Internist (1962)
- Rochus Kohlbach, Theologe, Schriftsteller und Kunsthistoriker (1962)
- Josef Meinrad, Schauspieler (1963)
- Otto Tressler, Schauspieler (1963)
- Ferdinand Weinhandl, Philosoph und Hochschullehrer (1963)
- Paula Wessely, Schauspielerin (1963)
- Hans Jaray, Schauspieler, Regisseur und Autor (1964)
- Fritz Judtmann, Architekt und Bühnenbildner (1964)
- Erich Schulze, Verbandsfunktionär, Vorstand und Generaldirektor der GEMA (1965)
- Fritz Skorzeny, Komponist und Musikkritiker (1965)
- Adolfo Winternitz, Maler, Bildhauer und Grafiker (1966)
- Otto Strasser, Musiker (1967)
- Maria Augusta von Trapp, Sängerin und Schriftstellerin (1967)
- Karl Josef Walter, Komponist und Domorganist (1967)
- Hugo Ellenberger, Volksbildner, Schriftsteller und Hochschullehrer (1968)
- Friedrich Torberg, Schriftsteller und Übersetzer (1968)
- Imma Bodmershof, Schriftstellerin (1969)
- Peter Klein, Opernsänger (1969)
- Friedrich Sacher, Lyriker, Erzähler und Essayist (1970)
- Eduard Sekler, Architekt (1970)
- Viktor Hammer, Bildhauer (1973)
- Rudolf Schmidt, Bildhauer und Kunsthistoriker (1973)
- Peter Alexander, Sänger und Schauspieler (1974)
- Johann Karl Egli, Theologe (1974)
- Paul Hörbiger, Schauspieler (1974)
- Marcel Rubin, Komponist (1974)
- Johannes Bischko, Mediziner (1975)
- Willy Lorenz, Journalist und Historiker (1975)
- Walther Birkmayer, Neurologe und Psychiater (1975)
- Robert Krapfenbauer, Bauingenieur (1975)
- Siegmund Prey, Geologe (1975)
- Hugo Huppert, Lyriker, Prosaist, Essayist, Kritiker und Übersetzer (1977)
- Walter Koschatzky, Kunsthistoriker (1977)
- Viktor Luithlen, Musikwissenschaftler (1977)
- Wolfgang Rehm, Musikwissenschaftler (1977)
- Gusti Wolf, Schauspielerin (1977)
- Friedrich Rennhofer, Bibliotheksdirektor (1978)
- Olga Taussky-Todd, Mathematikerin (1978)
- Walter Wunderlich, Mathematiker und Geometer (1978)
- Franz Bauer-Theussl, Dirigent (1979)
- Fritz Zerbst, Theologe (1979)
- Karl Dinklage, Historiker, Archivar (1979)
- Alfred Uhl, Komponist und Dirigent (1980)
- Otto Burkard, Geophysiker und Weltraumforscher (1981)
- Walter Schuppich, Präsident der Rechtsanwaltskammer für Wien, Niederösterreich und das Burgenland (1981)
- Franz Tumler, Schriftsteller (1981)
- Herbert Matis, Wirtschaftshistoriker (1982)
- Willibald Riedler, Weltraumforscher (1982)[7]
- Franz Austeda, Philosoph und Pädagoge (1983)
- Walter Bitterlich, Forstwissenschaftler (1983)
- Wolf Häfele, Physiker (1983)
- Ferdinand Holböck, Theologe (1983)
- Oswin Martinek, Rechtswissenschaftler (1983)
- Gerhard Wimberger, Komponist und Dirigent (1983)
- Ludwig Babinski, Jazz- und Unterhaltungsmusiker (1984)
- Karl Grell, Komponist und Dirigent (1984)
- Fritz Muliar, Schauspieler und Regisseur (1984)
- Frank Sinatra, Sänger und Schauspieler (1984)
- Raimund Weissensteiner, Priester und Komponist (1984)
- Kurt Adel, Literatur- und Sprachwissenschaftler (1985)
- Gerhart Baumann, Germanist und Literaturwissenschaftler (1985)
- Robert Herzl, Musiktheater-Regisseur und Operndirektor (1985)
- Franz Richter Herf, Komponist, Dirigent und Musiktheoretiker (1985)
- Heinrich Brauner, Mathematiker (1986)
- Erwin Ringel, Arzt und Psychologe (1986)
- Johann Wondra, Künstlerischer Generalsekretär des Wiener Burgtheaters (1986)
- Sir Malcolm Pasley, Philologe und Germanist (1987)
- Rudolf Bibl, Dirigent (1988)
- Dietmar Grieser, Sachbuchautor und Journalist (1988)
- Herbert Grubinger, Kulturtechniker und Wasserbauingenieur, Professor an der ETH Zürich (1988)
- Marianne Gerzner, Schauspielerin (1989)
- Rudolf Machacek, Jurist und Mitglied des Verfassungsgerichtshofs (1989)
- Ernst Zinn, Philologe (1989)
- Peter Widensky, Kirchenmusiker und Musikologe (1990)
- Fritz Wöss, Schriftsteller (1990)
- Siegfried J. Bauer, Weltraumforscher und Hochschullehrer (1991)
- Günther Hödl, Historiker und Rektor (1991)
- Ines Mandl, Biochemikerin (1992)
- Manfred Wehdorn, Architekt (1992)
- Gottfried Biegelmeier, Physiker (1993)
- Georg Eisler, Maler und Grafiker (1993)
- Hans Koller, Jazzmusiker (1993)
- Alice Schwarz-Gardos, Journalistin und Buchautorin (1993)
- Paul Lendvai, Publizist (1994)
- Peter Heintel, Philosoph und Hochschullehrer (1995)
- Heinz Nußbaumer, Journalist und Fernsehmoderator (1995)
- Smail Balić, Religionswissenschaftler (1995)
- Alfred Wopmann, Theaterregisseur und Intendant (1995)
- Karl Heinz Burmeister, Leiter des Vorarlberger Landesarchivs (1996)
- Fausto Cercignani, italienischer Literaturwissenschaftler (1996)
- Herbert Döring, Hochfrequenztechniker (1996)
- Walter Gräf, Geologe (1996)
- Walter Kamper, Pianist und Hochschullehrer (1996)
- Gottfried Winkler, Jurist (1996)
- Karl Matthäus Woschitz, Päpstlicher Ehrenprälat und Religionswissenschaftler (1996)
- Josef Burg, Schriftsteller (1997)
- Martha Eibl, Medizinerin (1997)
- Klemens von Klemperer, Historiker (1997)
- Alfred Kolleritsch, Schriftsteller (1997)
- Rudolf Leopold, Kunstsammler (1997)
- Ľudovít Rajter, Dirigent und Komponist (1997)
- Floridus Röhrig, Kirchenhistoriker (1997)
- Senta Berger, Schauspielerin (1998)
- Manfred Wagner, Kultur- und Musikwissenschaftler (1998)
- Emmy Werner, Schauspielerin und Regisseurin (1998)
- Peter Drucker, Ökonom (1999)
- Ossy Kolmann, Schauspieler, Sänger und Komiker (1999)
- Martin Turnovský, Dirigent (1999)[8]
- Peter Wegner, Informatiker (1999)
- Wolfgang Bauer, Schriftsteller (2000)
- Peter Baum, Künstler, Museumsleiter, Kurator und Kunstkritiker (2000)
- Peter Czernin, Architekt (2000)
- Heinz Holecek, Sänger, Schauspieler, Parodist, Entertainer (2000)
- Albert Hartinger, Sänger und Dirigent (2000)
- Paul Kirchhof, Verfassungs- und Steuerjurist (2000)
- Michael Marberger, Urologe und Hochschullehrer (2000)
- Hans Müllejans, Aachener Dompropst (2000)
- Nadja Tiller, Schauspielerin (2000)
- Ralf Weikert, Dirigent (2000)
- Bernhard Wicki, Schauspieler und Filmregisseur (2000)
- Herbert Zeman, Literatur- und Sprachwissenschaftler und Sänger (2000)
- Karl Vodrazka, Betriebswirtschaftler (2000)
- Heinz Zednik, Charaktertenor (2000)
- Werner Zögernitz, Politiker (2000)
- Walter Neuhauser, Altphilologe und Germanist (2001)
- Franz Quarthal, Historiker (2001)
- Milan Turković, Fagottist und Dirigent (2001)
- Peter Ustinov, Schauspieler (2001)
- Hannspeter Winter, Physiker (2001)
- Leon Askin, Schauspieler und Regisseur (2001)
- Dietfried Bernet, Dirigent (2001)
- Werner Clement, Ökonom und Hochschullehrer (2001)
- Alois J. Hochstrasser, Dirigent und Musikpädagoge (2001)
- Karl Spiehs, Filmproduzent (2001)
- Isabella Ackerl, Historikerin (2002)
- Arik Brauer, Maler, Sänger und Dichter (2002)
- Lotte Ingrisch, Schriftstellerin (2002)
- Herbert Mang, Bauingenieur (2002)
- Inge Merkel, Schriftstellerin (2002)
- Peter Mittermayr, Leiter der Präsidialabteilung des Amtes der Salzburger Landesregierung (2002)
- Richard Picker, Priester, Religionspädagoge und Psychotherapeut (2002)
- Günter Rhomberg, Manager und Kulturfunktionär (2002)
- Johann Schadenbauer, Komponist, Dirigent und Militärkapellmeister (2002)
- Wolfdietrich Schmied-Kowarzik, Professor für Philosophie und Erziehungswissenschaft (2002)
- Martin Sieghart, Cellist, Musikpädagoge und Dirigent (2002)
- Andreas Unterberger, Journalist (2002)
- Harald Mandl alias Matthias Mander (2002)
- Peter Mittermayr, Beamter (2002)
- Peter Dannenberg, Musikkritiker, Musikschriftsteller und Intendant (2003)
- Gerlinde Haid, Volksmusikforscherin (2003)
- Martin Purtscher, Landeshauptmann von Vorarlberg (2003)
- Konrad Ragossnig, Gitarrist und Lautenist (2003)
- Saulius Sondeckis, litauischer Dirigent (2003)
- Peter Paul Wiplinger, Schriftsteller und Fotograf (2003)
- Hans Wolfsbauer-Schönau, Architekt, Maler und Grafiker (2003)
- Walter Höflechner, Historiker (2003)
- Gerlinde Dill, Tänzerin und Choreographin (2004)
- Ernst Fuchs, Maler, Grafiker und Architekt (2004)
- Helmut Kramer, Wirtschaftswissenschaftler (2004)
- Franz Jantsch, Theologe und Autor (2004)
- Oswald Oberhuber, Maler und Bildhauer (2004)
- Heinz Petters, Schauspieler (2004)[9]
- Gernot Piccottini, Archäologe (2004)
- Georges Prêtre, französischer Dirigent (2004)
- Günther Schwab, Schriftsteller (2004)
- Jolantha Seyfried, Balletttänzerin und Hochschullehrerin (2004)[10]
- Hans Winter, Veterinär-Pathologe (2004)
- Dieter-Anton Binder, Historiker (2005)
- Hans Hollmann, Regisseur (2005)
- Stefan Karner, Historiker (2005)
- Hartmut Krones, Musikwissenschaftler (2005)
- Oskar Meggeneder, Sozial- und Wirtschaftswissenschaftler (2005)
- Valentin Oman, Maler, Graphiker und Bildhauer (2005)
- Carl Riha, Opernregisseur (2005)
- Heinz Zemanek, Computerpionier (2005)
- Kurt Komarek, Chemiker (2006)
- Wolfgang Mayer König, Autor (2006)
- Hans Walter Lack, Botaniker (2006)
- Heinz Schäffer, Rechtswissenschaftler (2006)
- Georg Wick, Pathologe und Gerontologe (2006)[11]
- Franz Alt, Mathematiker (2007)
- Fritz Csoklich, Journalist (2007)
- Gebhard König, Bibliotheksdirektor (2007)
- Reinhard Krepler, Mediziner (2007)[12]
- Guggi Löwinger, Sängerin und Schauspielerin (2007)
- Christiane Sorell, Sopranistin (2007)[13]
- Margret Wenzel-Jelinek, Sängerin und Schauspielerin (2007)
- Hannes Androsch, Politiker und Unternehmer (2008)
- Leopold Auer, Historiker und Archivar (2008)
- Ernst von Glasersfeld, Philosoph und Kommunikationswissenschaftler (2008)
- Harald Hertz, Unfallchirurg (2008)[14]
- Hans H. Hinterhuber, Wirtschaftswissenschaftler (2008)
- Oleh Hornykiewicz, Pharmakologe (2008)
- Dieter Möhn, Germanist (2008)[15]
- Arvo Pärt, Komponist (2008)
- Sebastian Posch, Altphilologe (2008)
- Arno Raunig, Opernsänger (2008)
- Wander Bertoni, Bildhauer (2009)
- Theodore Bikel, Sänger und Schauspieler (2009)
- Christian Fabjan, Physiker (2009)
- Josef Pillhofer, Bildhauer (2009)
- Sonny Rollins, Saxophonist (2009)
- Julius H. Schoeps, Historiker und Publizist (2009)
- Jan Ślęk, Musiker (2009)
- Walter Tauscher, Chemiker (2009)
- Erika Tunner, Germanistin (2009)[16]
- Hans M. Tuschar, Dichter und Schriftsteller (2009)
- Karl Wohlhart, Physiker (2009)
- Werner Koenne, Informatiker (2010)
- Günter Müller, Wirtschaftsinformatiker (2010)
- Johannes Neuhardt, Geistlicher und Kunsthistoriker (2010)
- Ferdinand Opll, Historiker und Archivar (2010)
- Ali Radwan, Ägyptologe (2010)
- Gebhard Rieger, Arzt für Augenheilkunde (2010)
- Peter Schmidl, Klarinettist (2010)
- Hans Ströbitzer, Journalist und Autor (2010)
- Gerald Szyszkowitz, Regisseur, Schriftsteller und Maler (2010)
- Günter Virt, Geistlicher und Professor für Moraltheologie (2010)
- Peter Vodopivec, Historiker (2010)
- Josef Wallnig, Dirigent und Professor für Operninterpretation (2010)
- Rudolf Welser, Rechtswissenschaftler, Autor und Schriftsteller (2010)
- Ulrike Leopold-Wildburger, Wirtschaftsmathematikerin (2010)
- Ernst Florian Winter, Politikwissenschaftler (2010)
- Martin Heller, Intendant der Kulturhauptstadt Linz09 (2010)
- Arnold Klotz, Stadtplaner und Vizerektor (2010)
- Hellmut Fischmeister, Werkstoffwissenschafter (2010)
- Norbert Vana, Physiker (2010)
- Nicolette Mout, Historikerin und em. Professorin (2010)
- Winfried Blum, Bodenbiologe und Forstwissenschaftler (2011)
- Susanne Heine, Pfarrerin und Professorin (2011)
- Peter Huemer, Journalist und Historiker (2011)
- Jürgen Mittelstraß, Philosoph (2011)
- Dietmar Schönherr, Schauspieler (2011)
- Wolfgang Maderthaner, Historiker, Generaldirektor des Österreichischen Staatsarchivs (2011)
- Edward Białek, Germanist und Literaturwissenschaftler (2012)
- Herwig Hösele, Publizist, Koordinator für Wissenschaft und Forschung des Landes Steiermark, Generalsekretär Zukunftsfonds Österreich (2012)
- Cathrin Pichler, Kuratorin (2012)
- Ronny Reich, israelischer Archäologe (2012)
- Johann Mayr, Hochschullehrer, Sozialwissenschafter (2012)
- Markus Schächter, Intendant des Zweiten Deutschen Fernsehens (2012)
- Werner Schneyder, Kabarettist, Autor, Schauspieler, Regisseur und Sportkommentator (2012)
- Franz Welser-Möst, Dirigent (2012)
- Ivo Brunner, Rektor der Pädagogischen Hochschule Vorarlberg (2013)
- Barbara Frischmuth, Schriftstellerin und Übersetzerin (2013)
- Boris Kuschnir, Violinist und Musikpädagoge (2013)
- Erich Lessing, Fotograf (2013)
- Georg Markus, Schriftsteller und Journalist (2013)
- Gustav Peichl, Architekt und Karikaturist (2013)
- Piotr Szalsza, Regisseur und Autor (2013)
- Lóránd Hegyi, Kunsthistoriker (2014)
- Peter Henisch, Schriftsteller, Journalist und Musiker (2014)[17]
- Erwin Hochmair, Physiker (2014)
- Lois Lammerhuber, Fotograf, Autor, Kurator und Ausstellungsmacher (2014)
- Hans Moser, Germanist (2014)
- Petro Rychlo, Literaturwissenschaftler und Übersetzer (2014)
- Emmerich Tálos, Politikwissenschafter (2014)
- Jaume Aragall, katalanischer Opernsänger und Kammersänger der Wiener Staatsoper, geb. Jaime (Jaume) Aragall i Garriga (2015)
- Hubert Christian Ehalt, Historiker und Anthropologe (2015)[18]
- Marina Fischer-Kowalski, Sozialökologin (2015)[19]
- Richard Gisser, Demograph (2015)
- Helmuth Gsöllpointner, Plastiker, Objektkünstler, Designer (2015)[20]
- Peter Linnert, Unternehmer (2015)[21]
- Heidy Margrit Müller, Literaturwissenschaftlerin (2015)
- Ingeborg Ohnheiser, Slawistin (2015)[22]
- Arnulf Rainer, Maler (2015)[23]
- Karl Ucakar, Politikwissenschafter (2015)
- Zdeněk Bažant, Bauingenieur (2016)[24]
- Sven-Eric Bechtolf, Schauspieler, Theater- und Opernregisseur (2016)[25]
- Monika Helfer, Schriftstellerin (2016)[26]
- Witold Jacak, Hochschullehrer, Informatiker (2016)[27]
- Michael Köhlmeier, Schriftsteller (2016)[26]
- Ulrich H. J. Körtner, evangelischer Theologe und Medizinethiker (2016)[28]
- Alfred Komarek, Schriftsteller (2016)[29]
- Karl Merkatz, Schauspieler (2016)
- Ursula Pasterk, Politikerin und Kulturmanagerin (2016)[30]
- Johanna Rachinger, Generaldirektorin der Österreichischen Nationalbibliothek (2016)[31]
- Friedrich Wallner, Philosoph und Wissenschaftstheoretiker (2016)[32]
- Eugen Brikcius, Schriftsteller (2017)
- Rudolf Klausnitzer, Intendant, Kulturmanager und Journalist (2017)[33]
- Brigitte Mazohl, Historikerin (2017)[34]
- Alexander Potyka, Verleger (2017)[35]
- Michael Schratz, Erziehungswissenschaftler (2017)[36]
- Danielle Spera, Journalistin und Museumsdirektorin (2017)[37]
- Peter Fabjan, Halbbruder und Nachlassverwalter von Thomas Bernhard (2018)[38]
- Reinhart Kögerler, Professor für Theoretische Physik, Präsident der Christian Doppler Forschungsgesellschaft (2018)[39]
- Wilhelm Muzyczyn, Vizepräsident der Bregenzer Festspiele (2018)
- Wolfgang Feil, Universitätsprofessor für Chirurgie (2019)
- Karl-Markus Gauß, Autor (2019)
- Jane Goodall, Verhaltensforscherin (2019)[40]
- Friedrich Hoppichler, Internist, Diabetologe, Endokrinologe und Kardiologe (2019)[41]
- Józef Niewiadomski, Theologe (2019)[42]
- Roberto Paternostro, Dirigent (2019)[43]
- Lukas Resetarits, Kabarettist und Schauspieler (2019)[44]
- Mario Schwarz, Kunsthistoriker und Archäologe (2019)[45]
- Wolfgang Wein, General Manager Merck Österreich (2019)[46]
- Christoph Huber, Hämatologe, Onkologe und Immunologe (2020)[47][48]
- Matthias Karmasin, Medien- und Kommunikationswissenschaftler (2020)
- Cees Nooteboom, Schriftsteller (2020)
- Josef Riedmann, Historiker (2020)[49]
- Franz Schausberger, Politiker und Historiker (2020)[50]
- Michael Metzeltin, romanistischer Philologe (2021)
- Wolfgang Sellert, Rechtshistoriker (2021)
- Friederike Wall, Ökonomin und Vizerektorin der Universität Klagenfurt (2021)
- Alois Woldan, Slawist und Literaturwissenschaftler (2021)
- Josef Mitterer, Philosoph (2022)[51]
- Rainer Blatt, Physiker (2022)[52]
- Peter Zoller, Physiker (2022)[53]
- Peter Coeln, Gründer von WestLicht (2022)[54]
- Benedikt Föger,  Präsident des Hauptverbandes des Österreichischen Buchhandels (2022)[55]
- Anke Hanft, Bildungswissenschaftlerin (2022)[56]
- Wolfgang Mazal, Arbeits- und Sozialrechtler sowie Medizinrechtler (2022)[56]
- Thomas Henzinger, Informatiker, Präsident des Institute of Science and Technology Austria[57]
- Eva Lavric, Romanistin (2022)[58]
- Christian Strasser, Kulturmanager (2023)[59]
- Josef Eberhardsteiner, Bauingenieur und Werkstoffwissenschaftler (2023)
- Iris Laufenberg, Dramaturgin und Theaterintendantin (2023)
- Nora Schmid, Dramaturgin und Opernhausintendantin (2023)
- Hermann Stuppner, Pharmakognost und Naturstoffwissenschaftler (2023)
- Konrad Paul Liessmann, Philosoph (2023)[60]
- Gottfried Toman, Jurist und Kulturmanager (2024)[61]
- Josef Ernst Köpplinger, Regisseur und Intendant (2024)[62][63]
- Christian Struppeck, Musical-Intendant der Vereinigten Bühnen Wien (VBW, 2024)[64]
- András Schiff, Pianist, Dirigent und Musikpädagoge (2024)[65]
- Hans-Peter Wipplinger, Ausstellungsmacher, Autor und Museumsdirektor[66]
- Erwin Reidinger, Bauingenieur und Autor (2025)[67]
- Oliver Zille, Direktor der Leipziger Buchmesse (2025)[68]

### Verleihungsjahr nicht bekannt
- Maurus Knappek, Abt von Stift Altenburg
- Zoran Žiletić, serbischer Germanist und Hochschullehrer

## Ehrenkreuz für Wissenschaft und Kunst (seit 1955)
- Karl Schiske, Komponist (1960)
- Moriz Enzinger, Germanist und Literaturwissenschaftler (1961)
- Leopold Hauer, Maler (1961)
- Heinrich Krause, Maler (1961)
- Auguste Pünkösdy, Kammerschauspielerin (1961)
- Willy Dirtl, Tänzer (1962)
- Friedrich Sedlak, Violinist und Dirigent (1962)
- Harry Fuss, Schauspieler (1964)
- Heinrich Gattermeyer, Komponist und Musikpädagoge (1964)
- Walter Barylli, Violinist (1967)
- Marianne Fieglhuber-Gutscher, Malerin (1968)
- Anny Felbermayer, Lieder-, Oratorien- und Opernsängerin (1969)
- Eberhard Marckhgott, Theologe (1970)
- Franz Koringer, Komponist (1971)
- Gustav Zelibor, Pianist und Kapellmeister (1971)
- Marie-Luise Cavallar von Grabensprung, Rezitatorin, Schriftstellerin, Schauspielerin, Journalistin und Lehrerin (1972)
- Rudolf List, Schriftsteller und Journalist (1972)
- Hilde Spiel, Schriftstellerin und Journalistin (1972)
- Kurt Heintel, Schauspieler (1973)
- Georg Eisler, Maler und Grafiker (1974)
- Otto Hromatka, Chemiker (1974)[69]
- Alfred Planyavsky, Kontrabassist und Musikhistoriker (1975)
- Josef Schnetzer, Maler (1975)
- Franz Zelwecker, Komponist und Dirigent (1975)
- Paul Badura-Skoda, Pianist (1976)
- Wolfgang Mayer König, Autor (1976)
- Erich Huber, Maler (1977)
- Tom Krinzinger, Schauspieler (1980)
- Maximilian Stockenhuber, Bildhauer (1980)
- Fritz Leitermeyer, Komponist und Violinist (1981)
- Guggi Löwinger, Sängerin und Schauspielerin (1981)
- Milo Dor, Schriftsteller (1983)
- Rolf Regele, Maler (1983)
- H. C. Artmann, Schriftsteller (1984)
- Karl Gideon Gössele, Schriftsteller und Rundfunkredakteur (1984)
- Ludwig Schwarzer, Maler (1984)
- Günther Winkler, Jurist (1984)
- Nikolaus Fheodoroff, Komponist, Dirigent, Pianist und Tonmeister (1986)
- Alois Hergouth, Schriftsteller (1987)
- Uwe Christian Harrer, Dirigent und Komponist (1987)[70]
- Elfriede Trautner, Grafikerin (1987)
- Leon Askin, Schauspieler und Regisseur (1988)
- Kiki Kogelnik, Künstlerin (1988)
- Erwin Huber, Bildhauer (1989)
- Gerhard Steffen, Kabarettist und Schauspieler (1989)
- Ilse Tielsch, Schriftstellerin (1989)
- Albrecht Weiland, christlicher Archäologe und Verleger (1989)
- Karl Wolfsgruber, Theologe und Denkmalpfleger (1989)
- Gernot Piccottini, Archäologe (1990)
- Hubert Trimmel, Speläologe (1990)
- Nicholas Allen, Schauspiel und Theaterleiter (1991)
- Anton Watzl, Maler und Graphiker (1991)
- Walter Dostal, Ethnologe (1993)
- Robert Jungk, Publizist, Journalist und Zukunftsforscher (1993)
- Herbert Willi, Komponist (1997)
- Heribert Sasse, Schauspieler, Regisseur und Theaterintendant (1998)
- Erich S. Gruen, Althistoriker (1999)
- Karl Merkatz, Schauspieler (1999)
- Peter Simonischek, Schauspieler (1999)
- Josef Luitz, Cellist (2000)
- Gerda Fassel, Bildhauer (2001)
- Johann Grander, Unternehmer und Esoteriker (2001)
- Georg Kövary, Schriftsteller (2001)
- Hannes Lintl, Architekt (2001)
- Walter Puchner, Theaterwissenschaftler und Volkskundler (2001)
- Klaus Behrendt, Schauspieler (2002)
- Fabio Luisi, Dirigent (2002)
- Hubert Pfaffenbichler, Maler und Bildhauer (2002)
- Maria Schell, Schauspielerin (2002)
- Maximilian Schell, Schauspieler, Filmregisseur, Filmproduzent (2002)
- Milan Hatala, Proben- und Trainingsleiter der Wiener Staatsoper (2003)
- Herbert Müller, Physiker (2003)
- Manfred Schilder, Musikpädagoge (2003)
- Erich Schleyer, Drehbuchautor, Moderator, Schauspieler (2003)
- Petra Sela, Schriftstellerin, Verlegerin, Bildende Künstlerin, Kulturmanagerin (2003)
- Hans Salomon, Jazzmusiker, Komponist, Arrangeur, Bandleader (2004)
- Peter A. Bruck, Kommunikationswissenschaftler und Medienforscher (2005)[71]
- Alfred Buberl, Fahrzeugtechniker und -historiker (2005)
- Klaus Burger, Richter (2005)
- W. Wolfgang Fleischhacker, Psychiater (2005)
- Adele Haas, Opernsängerin (2005)
- Anselm Kiefer, Maler und Bildhauer (2005)
- Franz Klemm, Montanist, Rohstoffexperte und Kraftwerksforscher (2005)
- Alexandra Kontrus, Solistin des Wiener Staatsopernballets (2005)[72]
- Hein Mader, Bildhauer (2005)
- Hilde Haider-Pregler (2006), Theaterwissenschafterin
- Tony Jagitsch, Jazzmusiker (2006)
- Linda Kaiser-Koch, Schauspielerin, Pädagogin (2006)[73]
- Richard Kriesche, Künstler (2006)[74][75]
- Friedrich Hoppichler, Internist, Diabetologe, Endokrinologe und Kardiologe (2007)
- Yakov Kreizberg, Dirigent (2007)
- Ursula Krinzinger, Galeristin und Kunsthändlerin (2007)
- Paul Rotterdam, Maler (2007)
- Michael Halász, Dirigent (2008)
- Gerhard Haszprunar, Zoologe (2008)
- Robert Kriechbaumer, Historiker und Politologe (2008)
- Martha Schad, Historikerin, Autorin (2008)
- Andrea Breth, Regisseurin (2009)
- Grita Insam, Galeristin (2009)
- Mariss Jansons, Dirigent (2009)
- Herbert Kneifel, Heimatforscher, Archivar, Arzt, Lokalpolitiker (2009)
- Diether Kramer, Historiker (2009)
- Fredmund Malik, Managementkybernetiker und Systemwissenschaftler (2009)
- Aylâ Neusel, Hochschul- und Frauenpolitikerin (2009)
- Karl Schörghuber, Stadtentwickler (2009)
- Ulrich Fuchs, Stellvertretender Intendant der Kulturhauptstadt Linz09 (2010)
- Fritz Gruber, Historiker (2010)
- Gyula Harangozó, Direktor des Balletts der Wiener Staatsoper und Volksoper (2010)
- Stephan Paryla-Raky, Theater- und Filmschauspieler, Sänger und Rezitator (2010)
- Boris Pahor, Schriftsteller (2010)[76]
- Bianca Maria Carmen Predescu, Wissenschaftlerin (2010)
- Anna Lea Staudacher, Historikerin (2010)
- Johanna Holaubek, Ägyptologin (2011)
- Raoul Kneucker, Rechtswissenschaftler (2011)
- Simonetta Polenghi, Historikerin (2011)
- Alfred Pritz, Psychoanalytiker, Publizist und Herausgeber (2011)
- Peter Bußjäger, Rechtswissenschaftler (2012)
- Walter Dillenz, Urheberrechtler, Gründer der Verwertungsgesellschaft der Filmschaffenden VDFS (2012)
- Andreas Raymond Dombret, Wirtschaftswissenschaftler und Bankmanager (2012)
- Peter Engelmann, Philosoph und Verleger (2012)
- Vivian Liska, Germanistin (2012)
- Christoph Waltz, Schauspieler (2012)
- Juergen Boos, Direktor der Frankfurter Buchmesse (2013)
- Peter B. Hauser, Wissenschaftlicher Konsulent, Numismatiker, Sammler (2013)
- Walter Seitter, Philosoph (2013)
- Peter Kraus, Schauspieler und Sänger (2014)
- Christian Kvasnicka, Maler (2014)
- Siegfried Nasko, Politiker und Beamter (2014)
- Ildikó Raimondi, Sängerin (2014)[77]
- Friederike Wall, Ökonomin und Vizerektorin der Universität Klagenfurt (2014)
- Ludwig Zack, Priester und Präses der Kolpingfamilie (2014)[78][79]
- Ruth Beckermann, Dokumentarfilmerin und Autorin (2015)[80]
- Rudolf Gelbard, Freiheitskämpfer, KZ-Überlebender und Zeitzeuge (2015)[81]
- Harald Sicheritz, Drehbuchautor und Regisseur (2016)[82]
- Peter Eschberg, Schauspieler, Regisseur und Intendant (2017)[83]
- Alfred Radner, Präsident der Österreichischen Gesellschaft für Medizinrecht (2017)
- Heidi Horten, Kunstsammlerin (2018)[84]
- Michael Landgraf, Dozent und Schriftsteller (2018)[85]
- Christine Schöpf, künstlerische Leiterin Ars Electronica Festival (2018)[86]
- Dieter Michael Grohmann, österreichischer Jurist, Filmemacher und Medienkünstler (2019)[87]
- Ismael Ivo, Gründer des Wiener Tanzfestivals ImPulsTanz (2019)[88]
- Wilhelm Wadl, Kärntner Landesarchivator (2019)[89]
- Timothy Snyder, US-amerikanischer Historiker (2020)[90]
- Wolfgang Ablinger-Sperrhacke, Opernsänger (2022)[91][92]
- Leopold Kogler, Künstler und Kunstpädagoge (2022)[93]
- Georg Riha, Fotograf und Filmemacher (2022)
- Doron Rabinovici, Schriftsteller und Historiker (2022)[94]
- Helmut Schober, Maler und Performance-Künstler (2022)
- Ali Meyer, eigentlich Albrecht Meyer, Fotograf, Journalist und Autor (2022)[95][96]
- Frido Hütter, Journalist (2022)[97][98]
- Roland Neuwirth, Musiker, Komponist (2023)[99]
- T. C. Pfeiler, Jazz-Organist und Komponist von über 10.000 Werken (2023)
- Gerrit Prießnitz, Dirigent (2024)[100]
- Angelika Möser, künstlerische Leiterin des ORF RSO Wien (2024)[101]
- Edwin Baumgartner, Journalist, Autor und Komponist (2024)
- Janko Ferk, Schriftsteller, Wissenschaftler und Jurist (2024)
- Gerhard Habl, Komponist (2024)[102][103]
- Bruno Max, Theaterleiter und Regisseur (2025)[104]
- Wolfgang Flatz, Aktionskünstler (2025)[105]

## Belege
1. ↑  Website des Bundesministeriums für Unterricht, Kunst und Kultur
2. ↑  Anfragebeantwortung des Bundeskanzlers (PDF; 6,9 MB) vom 23. April 2012
3. ↑  Henryk Sienkiewicz †. In: Wiener Zeitung, 16. November 1916, S. 8 (online bei ANNO).
4. ↑  Oesterreichische Auszeichnung für Gerhart Hauptmann. In: Neue Freie Presse, 9. Dezember 1937, S. 5 (online bei ANNO).
5. 1 2  Jährlicher Empfang für die Mitglieder der Kurie für Wissenschaft und Kunst. In: bundespraesident.at. Archiviert vom Original (nicht mehr online verfügbar) am 31. Oktober 2019; abgerufen am 31. Oktober 2019.
6. ↑  Staatsoper Wien: Olga Neuwirth erhält das Ehrenzeichen für Wissenschaft und Kunst. In: Kleine Zeitung. 5. Dezember 2019, abgerufen am 9. Dezember 2019.
7. ↑  orf.at: Weltraumpionier Willibald Riedler tot. Artikel vom 25. Jänner 2018, abgerufen am 25. Jänner 2018.
8. ↑  Österreichisches Ehrenkreuz für Wissenschaft und Kunst I. Klasse an Martin Turnovský. In: Radio Praha International. 13. April 1999, abgerufen am 20. Mai 2021.
9. ↑  orf.at: Schauspieler Heinz Petters wird 85. Artikel vom 9. Juli 2017, abgerufen am 9. Juli 2017.
10. ↑  Wiener Staatsoper: Ehrenzeichen für Jolantha Seyfried. APA-Meldung vom 22. April 2004, abgerufen am 21. Mai 2015.
11. ↑  Hohe Auszeichnung für Prof. Georg Wick – myPoint. In: i-med.ac.at. Abgerufen am 2. November 2017.
12. ↑  Ehrenkreuz für Wissenschaft und Kunst an Reinhard Krepler (Memento vom 16. Dezember 2014 im Internet Archive). Artikel vom September 2007, abgerufen am 16. Dezember 2014.
13. ↑  Kammersängerin Christiane Sorell mit Österreichischem Ehrenkreuz für Wissenschaft und Kunst I. Klasse ausgezeichnet. APA-Meldung vom 16. Mai 2007, abgerufen am 1. Juni 2015.
14. ↑  Harald Hertz: Auszeichnungen im Wien Geschichte Wiki der Stadt Wien
15. ↑  Germanistikprofessor Dr. Dieter Möhn wurde mit dem Österreichischen Ehrenkreuz ausgezeichnet. In: idw-online.de. 30. September 2008, abgerufen am 12. April 2025.
16. ↑  [Entschliessung vom 26. August 2009, Zl. S600130/52-EZ2009]
17. ↑  Kulturminister Ostermayer ehrt Schriftsteller Peter Henisch (Memento vom 28. Januar 2015 im Internet Archive). Artikel vom 27. November 2014, abgerufen am 28. Jänner 2015.
18. ↑  Rathauskorrespondenz
19. ↑  Alpen-Adria-Universität Klagenfurt | Marina Fischer-Kowalski erhält Österreichisches Ehrenkreuz für Wissenschaft und Kunst I. Klasse. In: www.aau.at. Abgerufen am 25. Mai 2016.
20. ↑  Bundesminister Ostermayer ehrt Helmuth Gsöllpointner. APA-Meldung vom 29. September 2015, abgerufen am 14. November 2019.
21. ↑  Mahrer überreicht hohe staatliche Auszeichnungen an verdiente Persönlichkeiten der Wissenschaft. Abgerufen am 7. Februar 2021.
22. ↑  Rektor überreicht Ehrenkreuz an Ingeborg Ohnheiser. Universität Innsbruck, abgerufen am 1. Juni 2018.
23. ↑  Bundesminister Ostermayer ehrt Arnulf Rainer. APA-Meldung vom 16. April 2015, abgerufen am 17. April 2015.
24. ↑  http://www.imws.tuwien.ac.at/home/aktuelles/datum/2015/09/09/verleihung-des-oesterreichischen-ehrenkreuzes-fuer-wissenschaft-und-kunst-i-klasse/ Aufgerufen Juli 2016
25. ↑  derStandard.at – Ex-Festspiel-Intendant Bechtolf mit Ehrenkreuz ausgezeichnet. Artikel vom 12. November 2016, abgerufen am 13. November 2016.
26. 1 2  orf.at – Ehrenkreuz für Köhlmeier und Helfer. Artikel vom 8. März 2016, abgerufen am 8. März 2016.
27. ↑  FH-Pionier Witold Jacak erhält Ehrenzeichen für Wissenschaft und Kunst. Artikel vom 2. März 2016, abgerufen am 22. November 2021.
28. ↑  Ehrenzeichen für Wissenschaft und Kunst I. Klasse für Ulrich H.J. Körtner (Memento vom 5. Dezember 2016 im Internet Archive), Universität Wien → Evangelisch-Theologische Fakultät, 16. November 2016
29. ↑  Kulturminister Ostermayer würdigt Alfred Komarek für sein vielschichtiges Schaffen. APA-Meldung vom 19. Jänner 2016, abgerufen am 20. Jänner 2016.
30. ↑  Thomas Drozda zeichnet Ursula Pasterk mit dem Ehrenkreuz für Wissenschaft und Kunst I. Klasse aus (Memento vom 13. November 2016 im Internet Archive). Artikel vom 3. November 2016, abgerufen am 13. November 2016.
31. ↑  Generaldirektorin Dr. Johanna Rachinger erhält Ehrenkreuz für Wissenschaft und Kunst 1. Klasse (Memento vom 1. Februar 2016 im Internet Archive) vom 30. Januar 2016. Abgerufen am 1. Februar 2016.
32. ↑  Preise und Auszeichnungen im Juni 2016, Medienportal der Universität Wien, abgerufen am 15. Jänner 2017.
33. ↑  Kulturminister Drozda ehrt Rudolf Klausnitzer. In: OTS.at. (ots.at [abgerufen am 14. Dezember 2017]).
34. ↑  Universität Innsbruck: Ehrenkreuz für Historikerin Mazohl. Artikel vom 22. Dezember 2017, abgerufen am 22. Dezember 2017.
35. ↑  Kulturminister Drozda ehrt Alexander Potyka: „Baumeister unserer Geisteswelten und Kämpfer für ein faires Urheberrecht“. OTS vom 5. Dezember 2017, abgerufen am 3. Jänner 2018.
36. ↑  Wiener Zeitung: Personalnachrichten, Ausgabe
Nr. 203 / 18. Oktober 2017
37. ↑  Ehrenkreuz für Spera: „Zeitgeschehen das Gesicht geliehen“. Artikel vom 18. Dezember 2017, abgerufen am 18. Dezember 2017.
38. ↑  orf.at: Ehrenkreuz für Bernhard-Bruder Fabjan. Artikel vom 11. Juni 2018, abgerufen am 12. Juni 2018.
39. ↑  Schramböck zeichnet Persönlichkeiten der heimischen Wirtschaft für ihre Verdienste aus. OTS-Meldung vom 18. Oktober 2018, abgerufen am 19. Oktober 2018.
40. ↑  Österreichisches Ehrenkreuz für Jane Goodall. In: ORF.at. 11. September 2019, abgerufen am 11. September 2019.
41. ↑  Ehrenkreuz für Primar Friedrich Hoppichler. Abgerufen am 1. Juli 2019.
42. ↑  Theologe Józef Niewiadomski mit Ehrenkreuz ausgezeichnet (Memento des Originals vom 27. Juni 2019 im Internet Archive)  Info: Der Archivlink wurde automatisch eingesetzt und noch nicht geprüft. Bitte prüfe Original- und Archivlink gemäß Anleitung und entferne dann diesen Hinweis.. Artikel vom 27. Juni 2019, abgerufen am 27. Juni 2019.
43. ↑  Österreichisches Ehrenkreuz an Paternostro. In: bundeskanzleramt.at. 7. Juni 2019, abgerufen am 26. Februar 2020.
44. ↑  Bundeskanzleramt: Österreichische Ehrenkreuz für Wissenschaft und Kunst I. Klasse an Lukas Resetarits. Abgerufen am 31. März 2019.
45. ↑  http://www.bmeia.gv.at/oeb-rom/aktuelles/detail/article/ueberreichung-des-oesterreichischen-ehrenkjreuzes-fuer-wissenschaft-und-kunst-i-klasse-an-herrn-univ-p/
46. ↑  Die Presse. 19. März 2019
47. ↑  Biontech-Gründer Huber erhält österreichisches Verdienstkreuz für Wissenschaft. In: Die Presse/APA. 29. November 2020, abgerufen am 30. November 2020.
48. ↑  Biontech-Gründer Christoph Huber erhält Verdienstkreuz für Wissenschaft. In: DerStandard.at/APA. 29. November 2020, abgerufen am 30. November 2020.
49. ↑  Ehrenkreuz an Josef Riedmann verliehen. In: uibk.ac.at. 23. September 2020, abgerufen am 24. September 2020.
50. ↑  Salzburger Nachrichten. 6. Februar 2020. S. 21
51. ↑  Ehrenkreuz für Philosoph Josef Mitterer. In: uibk.ac.at. 18. Mai 2022, abgerufen am 18. Mai 2022.
52. ↑  Physiker Blatt und Zoller erhielten in Tirol Ehrenkreuz. In: science.apa.at. 6. Juli 2022, abgerufen am 1. August 2022.
53. ↑  Physiker Blatt und Zoller erhielten in Tirol Ehrenkreuz. In: science.apa.at. 6. Juli 2022, abgerufen am 1. August 2022.
54. ↑  Verleihung des Österreichischen Ehrenkreuzes für Wissenschaft und Kunst I. Klasse an Peter Coeln. In: artmagazine.cc. 2. September 2022, abgerufen am 2. September 2022.
55. ↑  Ehrenauszeichnung für Benedikt Föger. In: buecher.at. 29. September 2022, abgerufen am 30. September 2022.
56. 1 2  Polaschek: Auszeichnung verdienter Persönlichkeiten. In: ots.at. 23. November 2022, abgerufen am 24. November 2022.
57. ↑  Ehrenkreuz für ISTA-Präsident Henzinger. In: ORF.at. 26. November 2022, abgerufen am 26. November 2022.
58. ↑  Ehrenkreuz für Eva Lavric. Abgerufen am 30. November 2022.
59. ↑  MQ: Verleihung Ehrenkreuz an Christian Strasser. In: ots.at. 21. April 2023, abgerufen am 21. April 2023.
60. ↑  Ehrenkreuz für Konrad Paul Liessmann. In: ORF.at. 7. Dezember 2023, abgerufen am 7. Dezember 2023.
61. ↑  Die Österreichische Ludwig-Stiftung gratuliert Dr. Gottfried Toman zur Verleihung des Österreichischen Ehrenkreuzes für Wissenschaft und Kunst I. Klasse. Abgerufen am 13. März 2025.
62. ↑  Christoph Dworak: Josef E. Köpplinger, der „Flachland-Fellini“ aus Bruck. In: noen.at. 22. Mai 2024, abgerufen am 22. Mai 2024.
63. ↑  Ehrenkreuz für Regisseur Köpplinger. In: ORF.at. 21. Mai 2024, abgerufen am 22. Mai 2024.
64. ↑  VBW-Musical-Intendant Christian Struppeck mit Österreichischem Ehrenkreuz für Wissenschaft und Kunst I. Klasse ausgezeichnet. In: ots.at. 5. Juni 2024, abgerufen am 5. Juni 2024.
65. ↑  Pianist András Schiff bekam Ehrenkreuz und Bösendorfer-Ring. In: k.at. 12. Juni 2024, abgerufen am 12. Juni 2024.
66. ↑  Hans-Peter Wipplinger mit Österreichischem Ehrenkreuz für Wissenschaft und Kunst ausgezeichnet. In: news.at. 1. April 2025, abgerufen am 4. April 2025.
67. ↑  Ehrenkreuz Verleihung - Wirkl. Hofrat i.R., Professor Erwin Reidinger. In: www.winzendorf-muthmannsdorf.gv.at. 27. Juni 2025, abgerufen am 28. Juni 2025.
68. ↑  Oliver Zille erhielt Österreichisches Ehrenkreuz für Wissenschaft und Kunst I. Klasse. In: buecher.at. 2. Juli 2025, abgerufen am 2. Juli 2025.
69. ↑  Werner Schuder: Kürschners Deutscher Gelehrten-Kalender 1980. 13. Ausgabe, Walter de Gruyter Verlag, Berlin 1979, S. 1648, DNB 010029699 .
70. ↑  o.Univ.-Prof. Mag. Uwe Christian Harrer. In: mdw.ac.at, abgerufen am 13. Jänner 2023.
71. ↑  Bildungsministerin Gehrer überreicht hohe staatliche Auszeichnungen für Verdienste um Wissenschaft und Forschung. OTS-Meldung vom 22. Juni 2005, abgerufen am 26. November 2018.
72. ↑  Wiener Staatsoper: Ehrenzeichen für Prof. Gerlinde Dill und Alexandra Kontrus. OTS-Meldung vom 15. Februar 2005, abgerufen am 26. Juni 2018.
73. ↑  Linda Kaiser-Koch – Österreichisches Ehrenkreuz für Wissenschaft und Kunst. In: regie.tv. Abgerufen am 6. Juli 2024.
74. ↑  Jubilar: Gesellschaft als Leinwand: Medienkünstler Richard Kriesche wird 75. In: kleinezeitung.at. 27. Oktober 2015, abgerufen am 25. Februar 2024.
75. ↑  https://www.kommunikation.steiermark.at/cms/beitrag/11694223/374565/
76. ↑  Petra Hafner: BM Claudia Schmied überreicht dem slowenischen Schriftsteller Boris Pahor das Österreichische Ehrenkreuz für Wissenschaft und Kunst. In: ots.at. 26. April 2010, abgerufen am 30. Mai 2022.
77. ↑  Bundesminister Ostermayer verleiht das Österreichische Ehrenkreuz für Wissenschaft und Kunst an Ildikó Raimondi. APA-Meldung vom 3. Juni 2014, abgerufen am 7. Mai 2015.
78. ↑  Bundeskanzler Faymann und Kulturminister Ostermayer ehren Kolpinglegende Ludwig Zack (Memento vom 30. Januar 2015 im Internet Archive). Artikel vom 2. Dezember 2014, abgerufen am 30. Jänner 2015.
79. ↑  kolping.at
80. ↑  orf.at – Filmemacherin Beckermann mit Ehrenkreuz ausgezeichnet. Artikel vom 9. Oktober 2015, abgerufen am 9. Oktober 2015.
81. ↑  Die Gemeinde, Insider-Ausgabe Jänner 2016, 22.
82. ↑  Salzburger Nachrichten: Ehrenkreuz für Regisseur Harald Sicheritz. Artikel vom 14. Oktober 2016, abgerufen am 15. Oktober 2016.
83. ↑  Leidenschaftlicher Theatermann: Peter Eschberg 87-jährig gestorben. derstandard.at, 10. September 2024, abgerufen am 10. September 2024.
84. ↑  Kurier: Milliardärin Heidi Horten hat noch Überraschungen. Artikel vom 24. November 2018, abgerufen am 24. November 2018.
85. ↑  https://www.pfalz-express.de/oesterreichisches-ehrenkreuz-an-michael-landgraf-in-wien-verliehen/
86. ↑  LH Stelzer überreicht Österreichisches Ehrenkreuz für Wissenschaft und Kunst, Kulturmedaillen und Ernennungsdekrete an neue Kulturkonsulenten. Artikel vom 5. Oktober 2018, abgerufen am 5. Oktober 2018.
87. ↑  Salzburger Filmemacher für seine Werke geehrt. Abgerufen am 13. Oktober 2019.
88. ↑  Hohe Auszeichnung für ImPulsTanz-Mitbegründer Ismael Ivo. 24. Juli 2019, abgerufen am 24. Juli 2019.
89. ↑  Ehrenkreuz für Wilhelm Wadl. orf.at, 5. September 2019, abgerufen am 5. September 2019.
90. ↑  Timothy Snyder mit Ehrenkreuz für Wissenschaft und Kunst ausgezeichnet
91. ↑  Operntenor Wolfgang Ablinger-Sperrhacke erhält das Österreichische Ehrenkreuz für Wissenschaft und Kunst. Bundesministerium für Kunst, Kultur, öffentlichen Dienst und Sport. Abgerufen am 24. März 2022.
92. ↑  Infos des Tages (Freitag, 11. Februar 2022) / Ehrungen für Wolfgang Ablinger-Sperrhacke Online Merker: Die internationale Kulturplattform. Abgerufen am 24. März 2022.
93. ↑  nachrichten.at vom 14. Februar 2023: Goldenes Ehrenkreuz für Leopold Kogler; abgerufen am 9. März 2025.
94. ↑  Akademiemitglied Doron Rabinovici erhält das Österreichische Ehrenkreuz für Wissenschaft und Kunst. In: adwmainz.de. Akademie der Wissenschaften und der Literatur, 17. November 2022, abgerufen am 24. November 2022.
95. ↑  Verleihung des Ehrenkreuzes für Wissenschaft und Kunst an Prof. Ali Meyer. 23. Juni 2022, abgerufen am 28. April 2023.
96. ↑  Verleihung des Ehrenkreuzes für Wissenschaft & Kunst im KÜNSTLERHAUS Wien  Abgerufen am 23. Juni 2022.
97. ↑  Für Wissenschaft und Kunst: Vizekanzler Werner Kogler zeichnete Frido Hütter mit Ehrenkreuz aus | Kleine Zeitung. 28. April 2023, abgerufen am 1. Mai 2023.
98. ↑  MORGENPOST: Ein Orden für Frido Hütter. 29. April 2023, abgerufen am 24. Mai 2023.
99. ↑  Verleihung Roland Neuwirth | Institut für Volksmusikforschung und Ethnomusikologie. Abgerufen am 28. Februar 2025.
100. ↑  Die Volksoper gratuliert Gerrit Prießnitz zur Verleihung des Österreichischen Ehrenkreuzes für Wissenschaft und Kunst. In: volksoper.at. Abgerufen am 14. Februar 2024.
101. ↑  Österreichisches Ehrenkreuz für Wissenschaft und Kunst für künstlerische Leiterin des ORF RSO Wien Angelika Möser. In: ots.at. 15. Mai 2024, abgerufen am 15. Mai 2024.
102. ↑  Überreichung des Ehrenkreuzes an Dr. Gerhard Habl am 17.10.2024 im Wiener Künstlerhaus, "Die Presse" vom 17.10.2024.
103. ↑  Anna Maria Backnecht: Diese Auszeichnung stellt einen Ansporn dar, um weiterzuarbeiten. NÖN, 7. Januar 2025, abgerufen am 15. Mai 2025.
104. ↑  Christoph Dworak: Ehrenkreuz für Mödlings Stadttheater-Intendant. NÖN, 26. Juni 2025, abgerufen am 26. Juni 2025.
105. ↑  Aktionskünstler Flatz mit Ehrenkreuz ausgezeichnet. In: orf.at. 16. Juli 2025, abgerufen am 16. Juli 2025.